# Amblysomus corriae
Amblysomus corriae é uma espécie de mamífero da família Chrysochloridae. É endêmica da África do Sul, onde é encontrada apenas na província do Cabo Ocidental. 